# 1-й Вышеславцев переулок
Пе́рвый Вышесла́вцев переу́лок — небольшая улица в Москве в районе Марьина Роща Северо-Восточного административного округа, между улицей Сущёвский Вал и 2-м Вышеславцевым переулком.

## История
Назван в 1922 году по находившемся здесь в XVIII веке Вышеславцевым прудам. Их название связано, видимо, с владениями неких Вышеславцевых (известен Вышеславцев Михаил Матвеевич в XV веке, Вышеславцовы Фёдор и Семён в XVII веке). Прежнее название — 1-й Неглинный переулок — по реке Неглинной, в верховьях которой расположен переулок.

## Расположение
1-й Вышеславцев переулок отходит справа от Сущёвского Вала, проходит на юг до 2-го Вышеславцева переулка.

## Учреждения и организации
- Дом 8 — Центральная детская поликлиника Министерства внутренних дел РФ.